# Francisco de Oliveira Ferreira

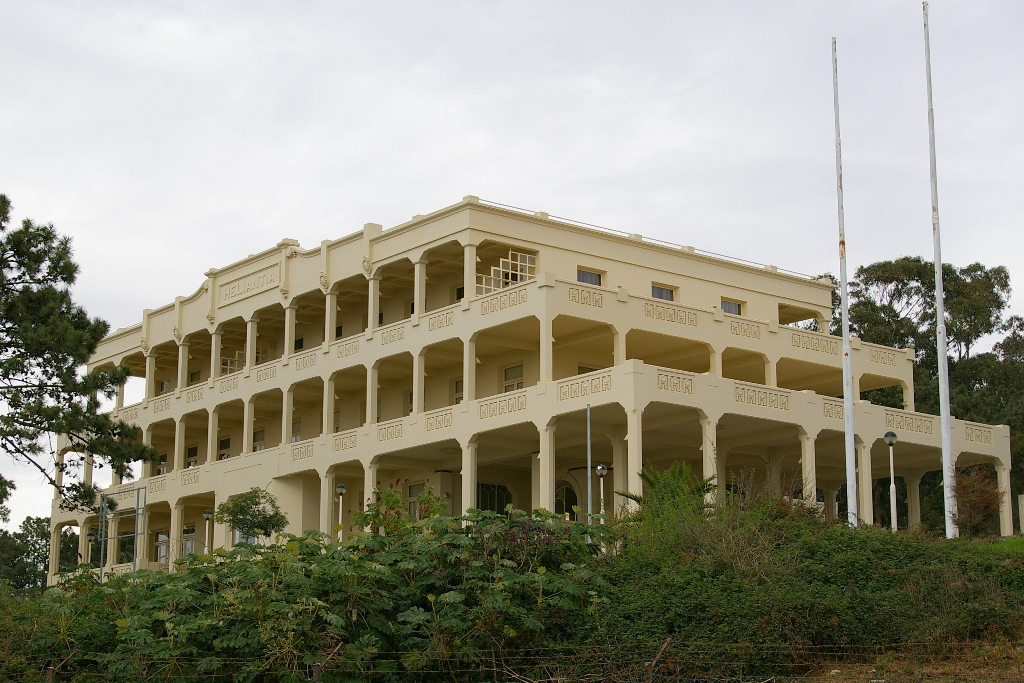
"Clínica Sanatorial Heliantia", Valadares (Vila Nova de Gaia)

Francisco de Oliveira Ferreira (Porto, 25 de Setembro de 1884 - Vila Nova de Gaia, 30 de Dezembro de 1957), foi um arquitecto português.Formou-se em Arquitectura Civil na Academia Portuense de Belas Artes e estudou também na Beaux Arts, em Paris. Foi discípulo do arquitecto Marques da Silva e  também de José Teixeira Lopes, de quem foi colaborador no início da sua carreira profissional.

## Obras
- Monumento aos Heróis da Guerra Peninsular ( Lisboa, 1909).
- Ourivesaria Cunha (Porto, 1914).
- Prédio do Club os Fenianos Portuenses (Porto, 1919)
- Fábrica de Cerâmica e Fundição de Devesas (Vila Nova de Gaia, 1920).
- Casa Inglesa (Porto, 1923)
- Sanatório Marítimo do Norte e Clínica Heliantia (Edifício Heliantia) em Valadares (Vila Nova de Gaia)
- Café A Brasileira (Porto, 1915-1930)
- Edifício da Câmara Municipal de Gaia
- Edíficio de habitação em Gaia "Casal Minhoto"
- Casa-palacete da Quinta da Costa, em Estarreja